# 한나 (성경 인물)

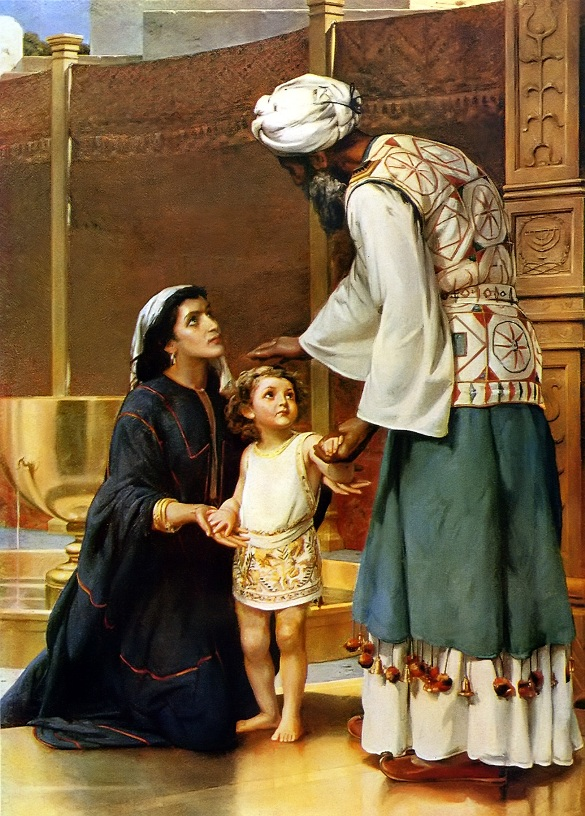
한나에 의해 바쳐진 사무엘.

한나(Hannah, /ˈhænə/, 히브리어: חַנָּه Ḥanna "은혜, 은혜")는 사무엘상에 언급된 엘가나의 아내 중 한 명이다. 히브리어 성경에 따르면 그녀는 사무엘의 어머니였다.

## 성경 이야기
한나에 관한 이야기는 사무엘상 1장 2~2장 21절에 나온다. 사무엘상 처음 두 장 외에는 성서에서 그녀에 대해 달리 언급하지 않는다.
성경 이야기에서 한나는 엘가나의 두 아내 중 한 사람이다. 또 다른 브닌나는 엘가나에게 자녀를 낳았으나 한나에게는 자녀가 없었더라 그럼에도 불구하고 엘가나는 한나를 더 좋아했다. 릴리안 클라인(Lillian Klein)에 따르면, 이 교차점의 사용은 여성의 지위를 강조한다. 한나는 주요 아내이지만 브닌나는 자녀를 낳는 데 성공했다. 한나의 주 아내로서의 지위와 그녀의 불임은 각각 창세기 17장과 창세기 25장의 사라와 리브가를 연상시킨다. 클라인은 한나의 불임 때문에 엘가나가 브닌나를 두 번째 아내로 취했다고 제안한다.
매년 엘가나는 실로 성소에 제사를 드리고 브닌나와 그 자녀들에게 몫을 주었으나 한나에게는 갑절의 몫을 주었으니 이는 그가 한나를 사랑하고 여호와께서 그의 태를 닫으셨음이니라 (사무엘상 1:5). 어느 날 한나는 성막에 올라가서 크게 울며 기도했다(사무엘상 1:10). 그때 대제사장 엘리는 문설주 곁 의자에 앉아 있었다. 그녀는 기도하면서 하나님께 아들을 달라고 구했고, 그 답례로 그녀는 그 아들을 하나님께 돌려드려 하나님을 섬기겠다고 맹세했다. 그녀는 그가 평생 동안 나실인으로 남을 것이라고 약속했다. 릴리안 클라인에 따르면 여성의 가치는 출산 능력에 따라 명백히 향상된다. 이 이야기는 그녀의 고통을 개인적인 실패에 두고 그것을 공동체적 맥락에서 끌어낸다. 한나의 절박한 서약은 단지 남자 아이를 낳는 것만으로도 그녀가 공동체에 정착할 수 있음을 나타낸다.
엘리는 그 여자가 취한 줄 알고 그녀에게 질문했다. 그녀가 자신을 설명하자 그는 그녀를 축복하고 집으로 보냈다. 한나는 임신하여 아들을 낳고 그 이름을 사무엘이라 지었는데, 이는 문자 그대로 “하나님께서 그를 구하였으므로”(사무엘상 1:20) 하나님이 들으셨다는 뜻이다. 군주정 이전 이스라엘에서 이름을 부여하는 여성의 역할은 적어도 가족 내에서 권위 있는 사회적 역할을 암시한다. 그녀는 젖을 떼기까지 아이를 키우고 제물과 함께 성전으로 데려갔다.
한나는 또한 여선지자로 간주된다. 그녀의 감사의 노래(사무엘상 2:1-10)에서 그녀는 “자신의 개인적인 경험을 통해 하나님의 경륜의 보편적인 법칙을 분별하고 전체에 대한 그 중요성을 깨닫도록” 영감을 받았다. 이 노래는 신약성경에 나오는 마리아의 감사 노래인 마니피캇(누가복음 1:46-55)과 비교될 수 있지만, 성서 주석가 A. F. 커크패트릭은 "마니피캇은 한나의 노래와 주의 깊게 비교되어야 한다"고 지적한다. 모방이라기보다 메아리에 가까운 노래. 유사점은 실제 언어보다는 생각과 어조에 더 있으며, 이 찬송이 한나의 상황에 적합하다는 가장 섬세하고 귀중한 증언을 제공한다.
엘리는 한나에게 또 다른 축복을 선포하여, 아들 셋과 딸 둘을 더 낳아 모두 여섯을 낳았다.